# آدیداس اتروسکو اونیکو

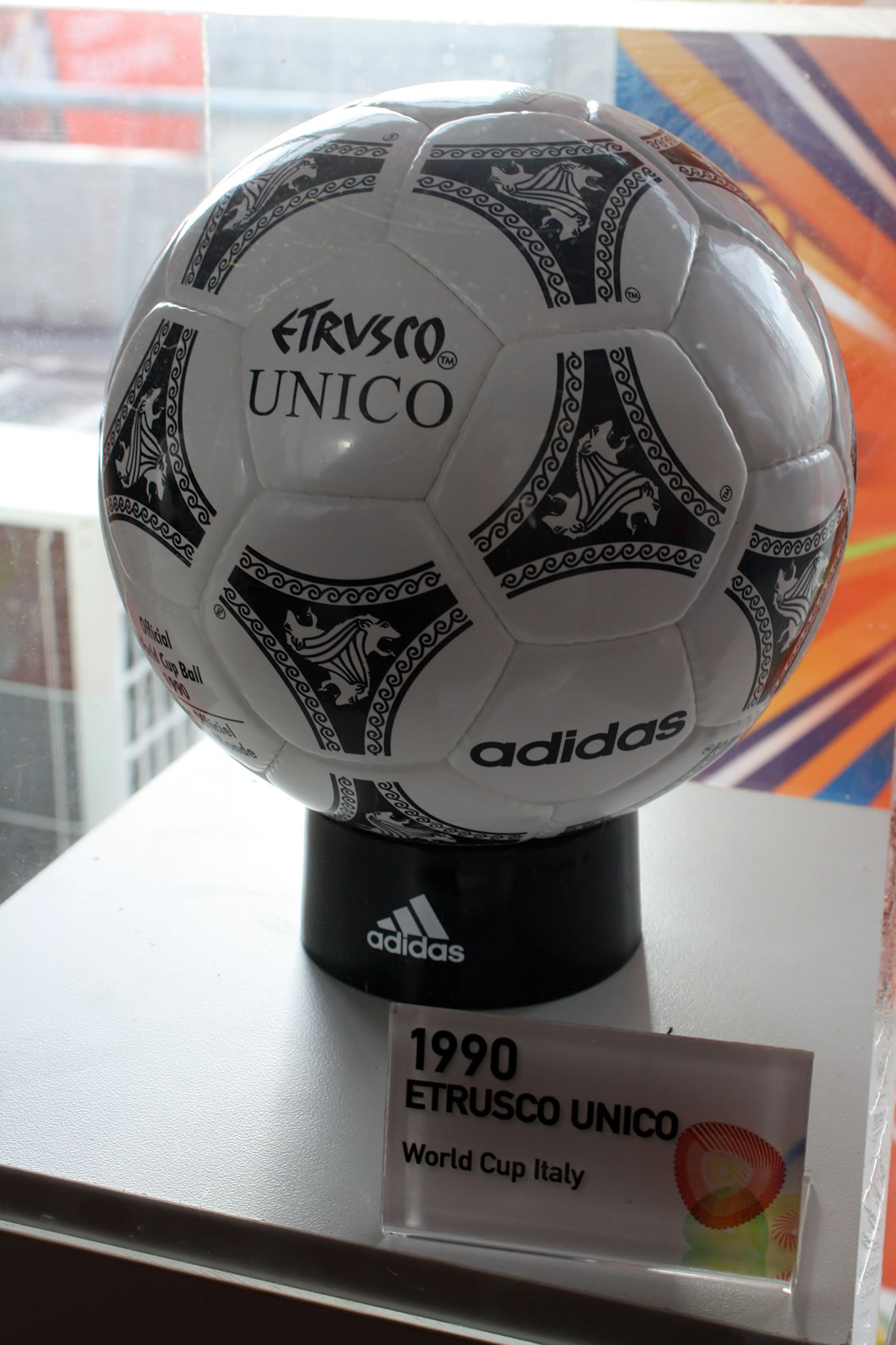
آدیداس اتروسکو انیکو

آدیداس اتروسکو اونیکو (به ایتالیایی: Adidas Etrusco Unico) یک توپ فوتبال بود که در اوایل دهه ۱۹۹۰ توسط آدیداس ساخته شد. این توپ رسمی مسابقات جام جهانی فوتبال ۱۹۹۰ ایتالیا، کوپا آمریکا ۱۹۹۱ در شیلی، جام ملت‌های اروپا ۱۹۹۲ در سوئد و بازی‌های المپیک تابستانی ۱۹۹۲ در بارسلون، اسپانیا بود.
نام و طراحی پیچیده این توپ از تاریخ باستانی ایتالیا و هنر زیبای اترواسکان‌ها الهام گرفت. سه سر شیر اتروسکان هر یک از ۲۰ سه‌گانه تانگو را تزئین می‌کنند. این اولین توپ با لایه داخلی فوم پلی‌اورتان سیاه بود.
در سنت آدیداس نیز یک کفش فوتبال همراه به همین نام وجود داشت که برخی از عناصر طراحی توپ را در خود جای داده‌بود - سه‌گانه‌های توپ با سر شیر، به همراه فیلمنامه اتروسکو اونیکو بر روی زبان تکثیر شدند. این کفش رسمی جام جهانی فوتبال ۱۹۹۰ بود و به‌طور گسترده‌ای توسط بازیکنان در این رقابت‌ها مورد استفاده قرار گرفت.

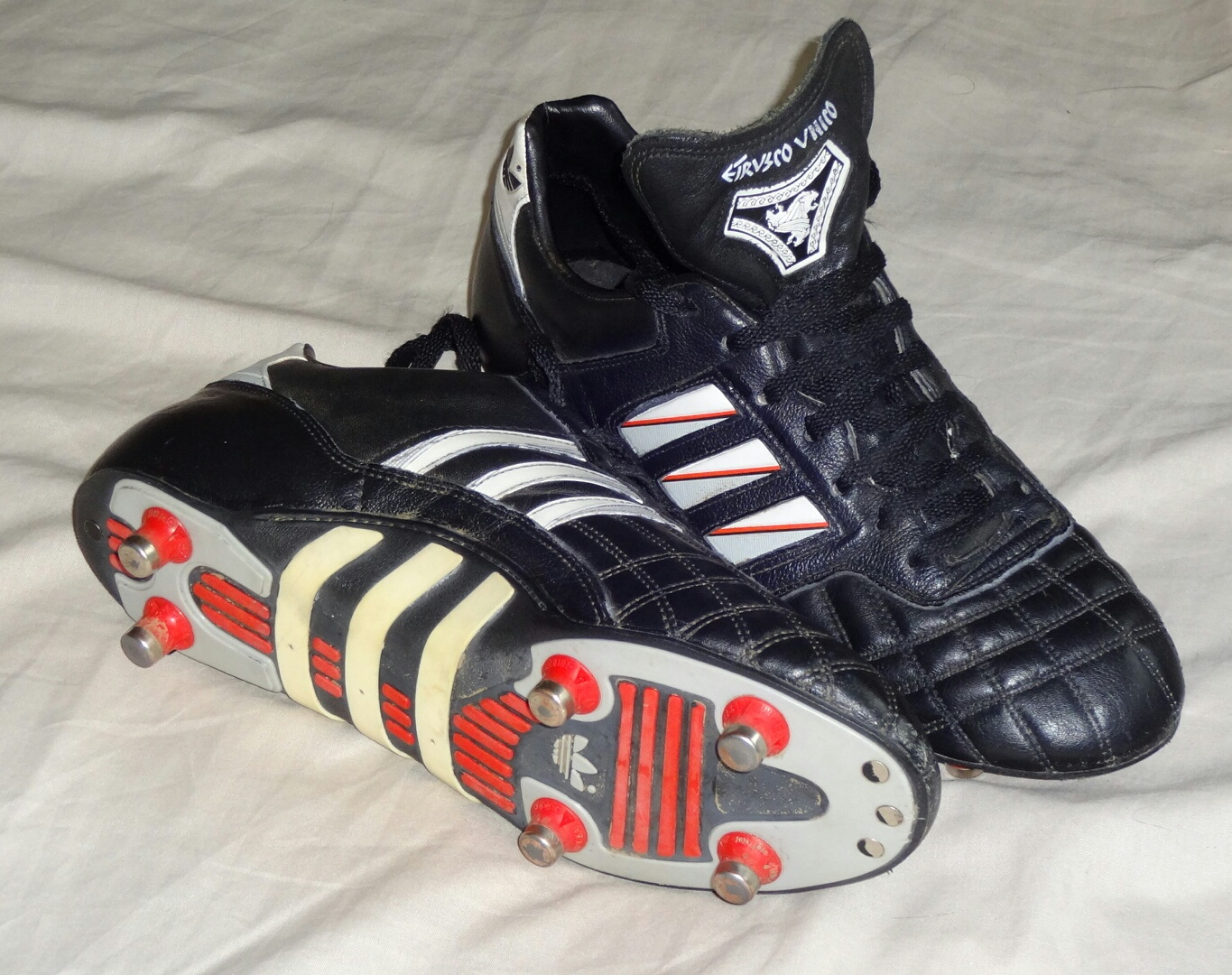
کفش فوتبال اترسکو اونیکو